# 小行星18505
小行星18505（18505 Caravelli）是一颗绕太阳运转的小行星，为主小行星带小行星。该小行星于1996年8月9日发现。

## 轨道参数
小行星18505的轨道半长轴为2.2375355 UA，离心率为0.126。